# Poiana (okręg Aluta)
Poiana – wieś w Rumunii, w okręgu Aluta, w gminie Radomirești. W 2011 roku liczyła 353 mieszkańców.